# Bial (entreprise)
Pour les articles homonymes, voir Bial.
Bial (Portela e C.ª, SA) est une entreprise pharmaceutique portugaise basée sur la paroisse civile de Coronado (Portugal) (pt), de la municipalité de Trofa. Elle a été fondée en 1924, par Álvaro Portelo.
Le groupe Bial est le premier groupe pharmaceutique portugais. Il détient, entre autres, les sociétés : Laboratórios Bial, MediBial, Bialport, InterBial, Bial-Aristegui, Bial OTC, Medimport. Il est présent dans une cinquantaine de pays : en Espagne (BIAL-Aristegui), en Allemagne, en Italie, au Royaume-Uni, au Mozambique, en Angola, en Afrique de l'Ouest francophone, et en Amérique Latine.
Bial commercialise plusieurs produits, principalement pour le système nerveux central (SNC), le cœur, les vaisseaux sanguins, ainsi que des anti-allergènes.

## Historique
La société Bial a été fondée en 1924 par Álvaro Portela, lorsqu'il crée un petit laboratoire pharmaceutique.
En 1929, il enregistre sa première marque, le médicament Benzo-Diacol, qui apporte la renommée à l'entreprise.
En 1998, Bial acquiert l'entreprise espagnole Aristegui et fonde Bial-Aristegui, son premier bureau de représentation à l'étranger.
En 2005, Bial rejoint la Fédération européenne des associations et industries pharmaceutiques (EFPIA : European Federation of Pharmaceutical Industries and Associations).
En 2010, Bial acquiert SARM Alerguini en Italie et fonde Bial-Italie.

## Activités du groupe

### Recherche et développement
Diverses molécules chimiques ont été développées et testées comme médicament sous ces appellations :
- BIA 2-093 (acétate d'eslicarbazépine), un médicament pour le traitement d'appoint de crises d'épilepsie chez les adultes. En 2008, l'entreprise termine l'évaluation clinique auprès de l'Agence européenne des médicaments (EMA : European Medicines Agency). La société japonaise Eisai obtient la licence exclusive pour commercialiser, promouvoir et distribuer ce médicament sous les appellations Zebinix ou Exalief en Europe[1]. Son utilisation en mono-thérapie et traitement de l'épilepsie chez les enfants est en cours de développement. Un autre essai clinique de l'acétate d'eslicarbazépine en tant que thérapie chez les personnes souffrant de douleurs neuropathiques diabétiques a été interrompu prématurément ;

- BIA 5-453 (Etamicastat) est un inhibiteur de dopamine ß-hydroxylase diminuant le niveau de noradrénaline dans les tissus innervés périphériques, sans effet dans les tissus du cerveau[2] ;

- BIA 5-1058 est un autre inhibiteur de dopamine ß-hydroxylase qui diminue les niveaux de noradrénaline dans les tissus innervés périphériques, sans effets sur le système nerveux central (SNC) ;

- BIA 9-1067 (Opicapone), est un inhibiteur de la COMT (catéchol-O-méthyl transférase (en)) pour le traitement de la maladie de Parkinson, Il est en cours d'examen par l'Agence européenne des médicaments.

#### Accident thérapeutique grave lié au BIA 10-2474
Le texte peut changer fréquemment, n’est peut-être pas à jour et peut manquer de recul. 
Le titre et la description de l'acte concerné reposent sur la qualification juridique retenue lors de la rédaction de l'article et peuvent évoluer en même temps que celle-ci.
En 2015, Bial commande à l'entreprise de recherche française Biotrial, l'exécution d'une phase d'essai clinique pour le BIA 10-2474, une enzyme inhibitrice de l'Hydrolase des amides d'acides gras (FAAH : Fatty Acid Amide Hydrolase) qui cible le système endocannabinoïde. L'évaluation débute en juillet 2015 sur des sujets âgés entre 18 et 55 ans recevant une dose unique. Le 7 janvier 2016, un processus impliquant des doses multiples démarre sur six sujets masculins. Le premier patient recevant ces doses est hospitalisé au CHU de Rennes le 10 janvier. Les cinq autres patients sont aussi hospitalisés par la suite. Le premier patient est déclaré en mort cérébrale le 11 janvier, et Biotrial suspend l'étude. Ce patient est déclaré décédé le 17 janvier 2016.
À la suite de l'essai thérapeutique mortel, des enquêtes judiciaires et administratives sont initiées. En France, une enquête est ouverte pour blessures involontaires. Les causes possibles sont encore floues, il pourrait s'agir d'une erreur de dosage comme d'un problème dans le processus de fabrication de la molécule en Hongrie ou de son conditionnement en Italie. 
Selon le ministre français de la Santé Marisol Touraine, le médicament est déjà testé sur 90 sujets sains sans complications graves. Pour cinq patients de cette dernière série d'essais, la substance a agressé le système nerveux central. Selon l'hôpital, les patients souffrent d'hémorragie sous nécrose et dans le cerveau. Le pronostic n'a pas encore été rendu public.
Les accidents lors d'essais cliniques de ce genre sont extrêmement rares dans la phase 1 des études. Le dernier cas connu date de 2006 à Londres, où le test de l'anticorps monoclonal TGN1412 (en) sur six jeunes hommes a causé une défaillance multiviscérale.

### Produits commercialisés connus
Bial commercialise plusieurs produits, principalement pour le système nerveux central (SNC), le cœur, les vaisseaux sanguins, ainsi que des anti-allergènes.
En 1987, il lance le Clamavox. Il est aussi l'inventeur et fabricant du Zebenix, médicament à base d'acétate d'eslicarbazépine utilisé pour traiter certains types d'épilepsie, qualifié sous la référence « BIA 2-093 » pour le marché européen en 2009.

## Gestion et gouvernance

### Entreprises du groupe
Le groupe détient les sociétés : Laboratórios Bial, MediBial, Bialport, InterBial, Bial-Aristegui, Bial OTC, Medimport.

### Dirigeants
- 1924 - 1962 - Álvaro Portela, fondateur.
- 1962 - 1979 - Antonio Emilio Portela, président-directeur général.
- 1979 - 2011 - Luis Portela, président-directeur général.
- 2011 à ce jour - Antonio Portela, directeur général ; Luis Portela restant président.

### Sources de la traduction
- (en) Cet article est partiellement ou en totalité issu de l’article de Wikipédia en anglais intitulé « Bial » (voir la liste des auteurs). du 19 janvier 2016

- (de) Cet article est partiellement ou en totalité issu de l’article de Wikipédia en allemand intitulé « Bial » (voir la liste des auteurs). du 19 janvier 2016

- (ru) Cet article est partiellement ou en totalité issu de l’article de Wikipédia en russe intitulé « Bial » (voir la liste des auteurs). du 9 septembre 2013